# Эдвардианская война
Эдвардианская война — первый этап Столетней войны, являвшейся чередой конфликтов между Францией и Англией, а также их союзниками за контроль над французским престолом. Была начата английским королём Эдуардом III, имевшим претензии на французский трон. Ему противостоял французский король Филипп VI.
Эдуард III провёл успешную кампанию во Франции, отмеченную такими победами, как битва при Обероше, битва при Креси, а также успешной осадой Кале. В 1346—1351 годах активность боевых действий была снижена в связи с пандемией чумы, прозванной «Чёрная смерть». Несмотря на это, война продолжалась, и в 1356 году англичане одержали победу при Пуатье, в результате которой французский король Иоанн II был захвачен в плен. В 1360 году между дофином Карлом (впоследствии Карлом V) и Эдуардом III был подписан Мир в Бретиньи. Английский король получил треть территории Франции, взамен обязался более не посягать на французский трон. Мир длился 9 лет.

## Предыстория
В 1328 году умер французский король Карл IV. Претендентами на трон являлись его двоюродный брат Филипп де Валуа и его племянник, английский король Эдуард III. Так как у усопшего короля осталась беременная вдова, Филипп был объявлен регентом, а когда выяснилось что родилась дочь, решением собравшейся французской аристократии Филипп был объявлен новым французским королём Филиппом VI. Кандидатура Эдуарда не рассматривалась, потому что родство с французским королём было по материнской линии. Эдуарду пришлось признать Филиппа королём, взамен под контролем англичан осталась Гасконь, спорная область на юго-западе Франции, граничащая с Пиренеями.
|  |  | Филипп III Король Франции               |                                         |                                         |                                         |                                         |                                         |  |  |                                        |                                        |                                        |                                        |                                        |                                        |  |  |                                       |                                       |                                       |                                       |                                       |                                       |  |  |          |          |          |          |                          |                          |                          |                          |                          |                          |                         |                         |                         |                         |  |  |                          |                          |                          |                          |                          |                          |  |  |  |  |  |  |  |  |  |  |  |  |  |  |
|  |  |                                         |                                         |                                         |                                         |                                         |                                         |  |  |                                        |                                        |                                        |                                        |                                        |                                        |  |  |                                       |                                       |                                       |                                       |                                       |                                       |  |  |          |          |          |          |                          |                          |                          |                          |                          |                          |                         |                         |                         |                         |  |  |                          |                          |                          |                          |                          |                          |  |  |  |  |  |  |  |  |  |  |  |  |  |  |
|  |  |                                         |                                         |                                         |                                         |                                         |                                         |  |  |                                        |                                        |                                        |                                        |                                        |                                        |  |  |                                       |                                       |                                       |                                       |                                       |                                       |  |  |          |          |          |          |                          |                          |                          |                          |                          |                          |                         |                         |                         |                         |  |  |                          |                          |                          |                          |                          |                          |  |  |  |  |  |  |  |  |  |  |  |  |  |  |
|  |  | Филипп IV Король Франции Король Наварры | Филипп IV Король Франции Король Наварры | Филипп IV Король Франции Король Наварры | Филипп IV Король Франции Король Наварры | Филипп IV Король Франции Король Наварры | Филипп IV Король Франции Король Наварры |  |  |                                        |                                        |                                        |                                        |                                        |                                        |  |  |                                       |                                       |                                       |                                       |                                       |                                       |  |  |          |          |          |          |                          |                          |                          |                          |                          |                          |                         |                         |                         |                         |  |  | Карл Валуа               | Карл Валуа               | Карл Валуа               | Карл Валуа               | Карл Валуа               | Карл Валуа               |  |  |  |  |  |  |  |  |  |  |  |  |  |  |
|  |  | Филипп IV Король Франции Король Наварры | Филипп IV Король Франции Король Наварры | Филипп IV Король Франции Король Наварры | Филипп IV Король Франции Король Наварры | Филипп IV Король Франции Король Наварры | Филипп IV Король Франции Король Наварры |  |  |                                        |                                        |                                        |                                        |                                        |                                        |  |  |                                       |                                       |                                       |                                       |                                       |                                       |  |  |          |          |          |          |                          |                          |                          |                          |                          |                          |                         |                         |                         |                         |  |  | Карл Валуа               | Карл Валуа               | Карл Валуа               | Карл Валуа               | Карл Валуа               | Карл Валуа               |  |  |  |  |  |  |  |  |  |  |  |  |  |  |
|  |  |                                         |                                         |                                         |                                         |                                         |                                         |  |  |                                        |                                        |                                        |                                        |                                        |                                        |  |  |                                       |                                       |                                       |                                       |                                       |                                       |  |  |          |          |          |          |                          |                          |                          |                          |                          |                          |                         |                         |                         |                         |  |  |                          |                          |                          |                          |                          |                          |  |  |  |  |  |  |  |  |  |  |  |  |  |  |
|  |  | Людовик X Король Франции Король Наварры | Людовик X Король Франции Король Наварры | Людовик X Король Франции Король Наварры | Людовик X Король Франции Король Наварры | Людовик X Король Франции Король Наварры | Людовик X Король Франции Король Наварры |  |  | Филипп V Король Франции Король Наварры | Филипп V Король Франции Король Наварры | Филипп V Король Франции Король Наварры | Филипп V Король Франции Король Наварры | Филипп V Король Франции Король Наварры | Филипп V Король Франции Король Наварры |  |  | Карл IV Король Франции Король Наварры | Карл IV Король Франции Король Наварры | Карл IV Король Франции Король Наварры | Карл IV Король Франции Король Наварры | Карл IV Король Франции Король Наварры | Карл IV Король Франции Король Наварры |  |  | Изабелла | Изабелла | Изабелла | Изабелла | Изабелла                 | Изабелла                 |                          |                          | Эдуард II Король Англии  | Эдуард II Король Англии  | Эдуард II Король Англии | Эдуард II Король Англии | Эдуард II Король Англии | Эдуард II Король Англии |  |  | Филипп VI Король Франции | Филипп VI Король Франции | Филипп VI Король Франции | Филипп VI Король Франции | Филипп VI Король Франции | Филипп VI Король Франции |  |  |  |  |  |  |  |  |  |  |  |  |  |  |
|  |  | Людовик X Король Франции Король Наварры | Людовик X Король Франции Король Наварры | Людовик X Король Франции Король Наварры | Людовик X Король Франции Король Наварры | Людовик X Король Франции Король Наварры | Людовик X Король Франции Король Наварры |  |  | Филипп V Король Франции Король Наварры | Филипп V Король Франции Король Наварры | Филипп V Король Франции Король Наварры | Филипп V Король Франции Король Наварры | Филипп V Король Франции Король Наварры | Филипп V Король Франции Король Наварры |  |  | Карл IV Король Франции Король Наварры | Карл IV Король Франции Король Наварры | Карл IV Король Франции Король Наварры | Карл IV Король Франции Король Наварры | Карл IV Король Франции Король Наварры | Карл IV Король Франции Король Наварры |  |  | Изабелла | Изабелла | Изабелла | Изабелла | Изабелла                 | Изабелла                 |                          |                          | Эдуард II Король Англии  | Эдуард II Король Англии  | Эдуард II Король Англии | Эдуард II Король Англии | Эдуард II Король Англии | Эдуард II Король Англии |  |  | Филипп VI Король Франции | Филипп VI Король Франции | Филипп VI Король Франции | Филипп VI Король Франции | Филипп VI Король Франции | Филипп VI Король Франции |  |  |  |  |  |  |  |  |  |  |  |  |  |  |
|  |  |                                         |                                         |                                         |                                         |                                         |                                         |  |  |                                        |                                        |                                        |                                        |                                        |                                        |  |  |                                       |                                       |                                       |                                       |                                       |                                       |  |  |          |          |          |          |                          |                          |                          |                          |                          |                          |                         |                         |                         |                         |  |  |                          |                          |                          |                          |                          |                          |  |  |  |  |  |  |  |  |  |  |  |  |  |  |
|  |  | Иоанна II Королева Наварры              | Иоанна II Королева Наварры              | Иоанна II Королева Наварры              | Иоанна II Королева Наварры              | Иоанна II Королева Наварры              | Иоанна II Королева Наварры              |  |  | Жанна III                              | Жанна III                              | Жанна III                              | Жанна III                              | Жанна III                              | Жанна III                              |  |  |                                       |                                       |                                       |                                       |                                       |                                       |  |  |          |          |          |          | Эдуард III Король Англии | Эдуард III Король Англии | Эдуард III Король Англии | Эдуард III Король Англии | Эдуард III Король Англии | Эдуард III Король Англии |                         |                         |                         |                         |  |  |                          |                          |                          |                          |                          |                          |  |  |  |  |  |  |  |  |  |  |  |  |  |  |
|  |  | Иоанна II Королева Наварры              | Иоанна II Королева Наварры              | Иоанна II Королева Наварры              | Иоанна II Королева Наварры              | Иоанна II Королева Наварры              | Иоанна II Королева Наварры              |  |  | Жанна III                              | Жанна III                              | Жанна III                              | Жанна III                              | Жанна III                              | Жанна III                              |  |  |                                       |                                       |                                       |                                       |                                       |                                       |  |  |          |          |          |          | Эдуард III Король Англии | Эдуард III Король Англии | Эдуард III Король Англии | Эдуард III Король Англии | Эдуард III Король Англии | Эдуард III Король Англии |                         |                         |                         |                         |  |  |                          |                          |                          |                          |                          |                          |  |  |  |  |  |  |  |  |  |  |  |  |  |  |
|  |  | Карл II                                 | Карл II                                 | Карл II                                 | Карл II                                 | Карл II                                 | Карл II                                 |  |  | Филипп Бургундский                     | Филипп Бургундский                     | Филипп Бургундский                     | Филипп Бургундский                     | Филипп Бургундский                     | Филипп Бургундский                     |  |  |                                       |                                       |                                       |                                       |                                       |                                       |  |  |          |          |          |          |                          |                          |                          |                          |                          |                          |                         |                         |                         |                         |  |  |                          |                          |                          |                          |                          |                          |  |  |  |  |  |  |  |  |  |  |  |  |  |  |

В 1333 году Эдуард III начал войну с шотландским королём Давидом II. Филипп решил вернуть Гасконь в состав Франции, пока англичане будут воевать с шотландцами, но война продлилась недолго. После поражения при Халидон-Хилле Давид II был вынужден бежать во Францию. Отношения между королевствами стремительно ухудшались.
В 1337 году Эдуард III вторгся в Пикардию, началась Столетняя война.

## Нижние земли(1337—1341)
Конфискация Гаскони в 1337 году Филиппом VI ускорила начало войны. По плану Эдуарда, англичане должны были удерживать свои позиции в Гаскони, пока английская армия вторгнется во Францию с севера. Её должна была поддерживать коалиция континентальных союзников Англии, которым было обещано 200 000 £. Чтобы покрыть военные расходы, Эдуарду нужно было раздобыть много денег для своих войск, а также союзников на континенте. Английский парламент не мог достаточно быстро собрать необходимые средства, поэтому, летом 1337 года, был разработан план, согласно которому были собраны все запасы шерсти в стране. 30 тысяч мешков шерсти были проданы английскими торговцами, а сумма в 200 000 £ отправлена Эдуарду. Королю также пришлось заимствовать средства у флорентийских банковских домов Барди и Перуцци. Позднее, в 1338 году, исчерпав средства полученные от банкиров, на помощь королю пришёл Уильям де ла Поул — богатый купец, предоставивший 110 000 £. Большая часть этих денег была собрана другими английскими купцами. Эдуард также заимствовал деньги у купцов в Нижних землях — то есть, в Голландии и Бельгии, которые взимали высокие проценты и требовали серьёзных гарантий возврата долгов. В 1340 году поручителями стали графы Дерби и Нортгемптона. Летом 1339 года Эдуард попросил у Палаты общин грант в размере 300 000 £. В начале 1340 года ему предоставили эти деньги взамен на уступки короля.
Эдуард занятый сбором денег, временно не мог продолжать воплощать свои планы по вторжению.
Задержка английского вторжения на севере позволила Франции использовать свои войска в других местах. В декабре 1338 года французы вторглись в Гасконь, которой управлял Оливер Ингам. Поскольку Англия не стремилась начинать вторжение из гасконских земель, Ингам не получал ни денег, ни подкреплений, а должен был полагаться на собственные силы и небольшие доходы от таможенных сборов и пошлин. Поэтому англичане решили укрепиться в своих замках и удерживать их как можно дольше.
В начале 1339 года, французы, нанявшие генуэзские корабли и экипажи, нанесли удар по побережью Англии: Портсмут и Саутгемптон были разграблены, Гернси захвачен. Это произошло потому, что англичане не смогли собрать и своевременно организовать два военно-морских флота. Французская морская кампания продолжилась в июле 1339 года, когда французский флот отплыл в направлении южного побережья Британии. Французы намеревались провести большой рейд на союз пяти портов. Их первой целью стал Сэндвич в графстве Кент. Но, так как вдоль побережья их уже ожидали, они продолжили свой путь до следующего порта под названием Рай, где высадили небольшой отряд. Однако англичанам наконец удалось собрать два флота под командованием Роберта Морли, которые направились навстречу французам. Те, в свою очередь, полагая, что английский флот больше, чем есть на самом деле, сели на корабли и отправились к французскому побережью. В августе французская морская кампания завершилась, когда, после конфликта из-за оплаты, генуэзские корабли
вернулись в Италию.
За исключением нескольких портов, например, не укреплённого Гастингса, который был сожжён дотла, оборона английского побережья была довольно успешной. Однако, когда часть войск отправилась во Францию, а часть осталась оборонять побережье от французского флота, численность войск в Шотландии уменьшилась. Воспользовавшись этим, шотландцы пошли в успешное наступление и вернули себе немало ключевых опорных и оборонительных пунктов: Перт в 1339 году и Эдинбург в 1341 году.
В сентябре 1339 года, в Нижних землях, королём Эдуардом была собрана армия численностью 12 тысяч человек. Армия включала в себя различных союзников Англии. Первым районом на его пути, поддерживающим французского короля, стало архиепископство Камбре, куда 20 сентября вторглись союзные войска и осадили город. Прилегающие поселения разграбили и сожгли, но сам город взят не был. 9 октября армия Эдуарда снимает осаду и движется дальше — в глубь Франции. Пока длилась осада, Филипп VI успел собрать армию.
Армия Эдуарда, снявшая осаду, двигалась теперь в походной колонне, растянутой на 30 километров, попутно грабя и сжигая сотни деревень стоящих на пути. Тем временем, армия Филиппа следует за ними, и 14 октября две армии сближаются друг с другом. Кажется, что битва неизбежна, но Эдуард избегает битвы, ускользая и продолжая опустошать французские земли. В конце концов, две армии сходятся лицом к лицу в Пикардии, между Ла-Капель и Ла Фламенгри. Ожидалось, что битва начнётся 23 октября, но ночью Эдуард поднимает свои войска и они направляются обратно к границе. Французы их не преследуют, кампания внезапно заканчивается.
Граф Фландрии Людовик I, всегда ориентировался на Францию, был верен французским королям. При помощи французской армии он смог вернуться в свои владения, изгнанный народным восстанием. В 1336 году Эдуард III наложил эмбарго на экспорт шерсти во Фландрию, суконная промышленность пришла в упадок. В 1337 году это привело к восстанию под предводительством Якоба ван Артевельде, в результате которого Людовик I бежал во Францию, а фламандские власти и купцы признали Эдуарда III королём Франции. Целью Эдуарда  было заключение союзов с Нижними землями, его сторонники тогда станут не просто мятежниками, а вассалами, по их мнению, истинного французского короля. В феврале 1340 года Эдуард вернулся в Англию, чтобы собрать больше средств, а также справиться с политическими проблемами на родине.